# Тодор Палавеев
Тодор Дончов Палавеев е български професор по селскостопански науки, един от основоположниците на почвената химия и агрохимия в България. Произхожда от копривщенските родове Палавееви и Каблешкови.
Тодор Палавеев е доктор на селскостопанските науки и изследовател на почвената химия. Висшето си образование получава в град Хале в Германия, където през 1942 г. изучава природни науки и защитава докторат по агрохимия. След дипломирането започва работа в Агрономическия факултет на Софийския университет, в катедрата на академик Иван Странски. Изследовател, организатор и ръководител е на секция по почвена химия към институт „Пушкаров“. В този институт полага основите за създаването на Агрохимическа географска мрежа по изследването на почвите в България. Чрез научните си трудове сътрудничи на авторитетни списания от Германия, Полша, Холандия и СССР. С неговото ръководство защитават дисертации 11 български и чужди аспиранти.

## Научни публикации
- Тодор Палавеев, Георги Кръстев Димитров, Тонко Пенков Тотев. Употреба на минерални торове в кризисно време: Агрохимично упътване.   София, Симел, 1993.
- По въпроса на внедряване на торенето с борни торове (1962)
- Киселинност на почвите и агрометоди за отстраняването и (с птофесор Тодор Тотев) (1963)
- Агрохимия на микроелементите, колектив, раздел: Торенето при интензивното земеделие (1976)

## Награди
- Димитровска награда (1962)